# Остача
Остача від ділення націло цілого m на натуральне число n — таке ціле число {\displaystyle 0\leq p<n}, для якого справджується рівність
{\displaystyle m=kn+p},
де k — певне ціле число, яке називається часткою.
Наприклад, число 1 є остачею від ділення числа 7 на 2, оскільки
7 = 3 × 2 + 1
Якщо остача від ділення числа m на число n дорівнює нулю, то говорять, що число m ділиться на n без остачі, або, що число m кратне числу n.

## Операція обчислення остачі в програмуванні
В багатьох мовах програмування результат ділення цілого числа на ціле число є цілим числом, що дорівнює частці. Для обчислення остачі використовуються спеціальні операції. Так, наприклад, в мові С та Python остача обчислюється оператором %. Наприклад, результатом операції 7 % 2 є 1.
```
int
 
x
 
=
 
7
 
%
 
2
;
 
// x = 1

```

В паскалі чи бейсику відповідна дія задається оператором mod, наприклад, 7 mod 2.